# Districte d'Aarberg

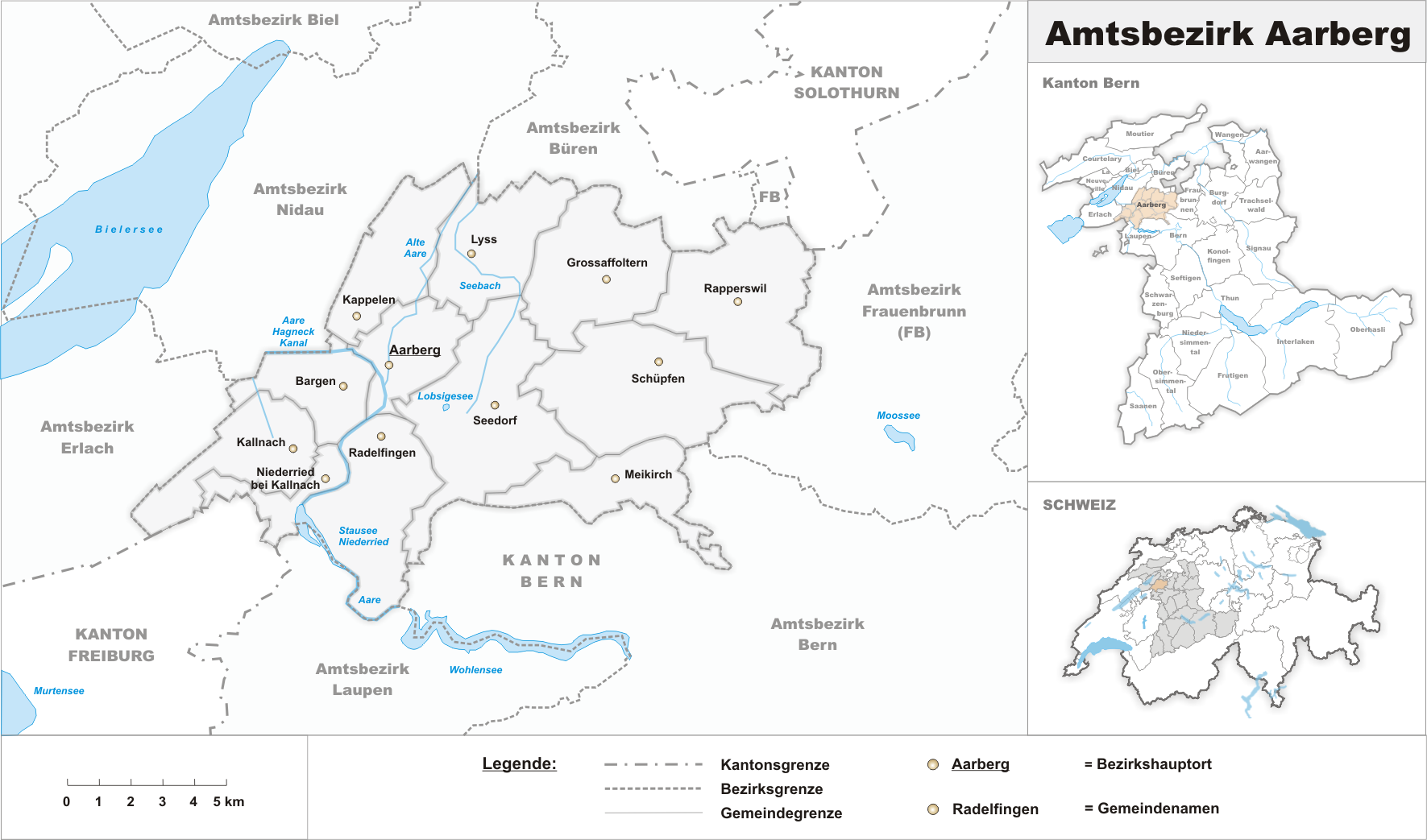
El districte d'Aarberg

El districte d'Aarberg és un dels 26 districtes del Cantó de Berna (Suïssa), té 33908 habitants (cens de 2007) i una superfície de 153 km². El cap del districte és Aarberg està format per 12 municipis. Es tracta d'un districte amb l'alemany com a llengua oficial.

## Municipis
- CH-3270 Aarberg
- CH-3282 Bargen
- CH-3257 Grossaffoltern
- CH-3283 Kallnach
- CH-3273 Kappelen
- CH-3250 Lyss
- CH-3045 Meikirch
- CH-3283 Niederried bei Kallnach
- CH-3271 Radelfingen
- CH-3255 Rapperswil
- CH-3054 Schüpfen
- CH-3267 Seedorf